# Breslaus voetbalkampioenschap 1921/22
In 1921/22 werd het vijftiende Breslaus voetbalkampioenschap gespeeld, dat georganiseerd werd door de Zuidoost-Duitse voetbalbond. De competitie werd gesplitst in twee groepen waarvan de twee beste teams zich plaatsten voor de Oberklasse, waar de kampioen bepaald werd, de volgende twee clubs gingen naar de Mittelklasse en de laatste twee naar de Unterklasse. Vereinigte Breslauer Sportfreunde werd kampioen. Vanaf dit seizoen gaf de titel niet automatisch recht op de Zuidoost-Duitse eindronde. Er kwam nog een Midden-Silezische eindronde met nog enkele teams uit de omgeving. De Sportfreunde versloegen MTV 1862 Oels en SC Brega 09 Brieg en plaatsten zich zo voor de eindronde.
Samen met Viktoria Forst en Preußen Kattowitz eindigde de club op de eerste plaats in de groepsfase en er kwamen nog beslissende wedstrijden die de club won. Om een onbekende reden werd er dit jaar een aparte eindronde gespeeld om naar de eindronde om de Duitse landstitel te gaan. De club verloor met 1-6 van Forst en was uitgeschakeld.

## Eerste fase

### Groep West
| Plaats | Club                     | Wed. | W | G | V | Saldo | Ptn   |
| ------ | ------------------------ | ---- | - | - | - | ----- | ----- |
| 1.     | Breslauer SC 08          | 10   | 8 | 1 | 1 | 33:9  | 17:3  |
| 2.     | Breslauer FV 06          | 10   | 8 | 1 | 1 | 40:16 | 17:3  |
| 3.     | SC Germania Breslau      | 10   | 4 | 2 | 4 | 17:22 | 10:10 |
| 4.     | SC Schlesien Breslau     | 10   | 4 | 1 | 5 | 14:13 | 9:11  |
| 5.     | VfR 1897 Breslau         | 10   | 1 | 2 | 7 | 9:33  | 4:16  |
| 6.     | Breslauer SpVgg Komet 05 | 10   | 1 | 1 | 8 | 10:30 | 3:17  |

|  | Geplaatst voor Oberklasse   |
|  | Geplaatst voor Mittelklasse |
|  | Geplaatst voor Unterklasse  |

### Groep Oost
| Plaats | Club                              | Wed. | W | G | V | Saldo | Ptn   |
| ------ | --------------------------------- | ---- | - | - | - | ----- | ----- |
| 1.     | Vereinigte Breslauer Sportfreunde | 10   | 8 | 2 | 0 | 39:13 | 18:2  |
| 2.     | VfB 1898 Breslau                  | 10   | 6 | 1 | 3 | 40:20 | 13:7  |
| 3.     | SC Alemannia Breslau              | 10   | 5 | 1 | 4 | 19:22 | 11:9  |
| 4.     | SC Vorwärts Breslau               | 10   | 4 | 2 | 4 | 20:14 | 10:10 |
| 5.     | SC Hertha Breslau                 | 10   | 3 | 0 | 7 | 15:31 | 6:14  |
| 6.     | SV Breslau 1911                   | 10   | 0 | 2 | 8 | 4:37  | 2:18  |

|  | Geplaatst voor Oberklasse   |
|  | Geplaatst voor Mittelklasse |
|  | Geplaatst voor Unterklasse  |

## Tweede fase

### Oberklasse
| Plaats | Club                              | Wed. | W | G | V | Saldo | Ptn  |
| ------ | --------------------------------- | ---- | - | - | - | ----- | ---- |
| 1.     | Vereinigte Breslauer Sportfreunde | 6    | 5 | 1 | 0 | 25:13 | 11:1 |
| 2.     | Breslauer SC 08                   | 6    | 2 | 1 | 3 | 17:17 | 5:7  |
| 3.     | Breslauer FV 06                   | 6    | 2 | 1 | 3 | 17:23 | 5:7  |
| 4.     | VfB 1898 Breslau                  | 6    | 1 | 1 | 4 | 20:26 | 3:9  |

|  | Kampioen |

### Mittelklasse
| Plaats | Club                 | Wed. | W | G | V | Saldo | Ptn   |
| ------ | -------------------- | ---- | - | - | - | ----- | ----- |
| 1.     | SC Germania Breslau  | 6    | 3 | 3 | 0 | 13:06 | 09:03 |
| 2.     | SC Schlesien Breslau | 6    | 3 | 1 | 2 | 13:11 | 07:05 |
| 3.     | SC Vorwärts Breslau  | 6    | 2 | 2 | 2 | 14:15 | 06:06 |
| 4.     | SC Alemannia Breslau | 6    | 0 | 2 | 4 | 08:16 | 02:10 |

### Unterklasse
| Plaats | Club                     | Wed. | W | G | V | Saldo | Ptn   |
| ------ | ------------------------ | ---- | - | - | - | ----- | ----- |
| 1.     | SC Hertha Breslau        | 6    | 4 | 2 | 0 | 14:10 | 10:02 |
| 2.     | Breslauer SpVgg Komet 05 | 6    | 2 | 2 | 2 | 11:08 | 06:06 |
| 3.     | VfR 1897 Breslau         | 6    | 3 | 0 | 3 | 16:12 | 06:06 |
| 4.     | SV Breslau 1911          | 6    | 0 | 2 | 4 | 06:17 | 02:10 |

|  | Degradatie play-off |

Degradatie Play-off
Heen
|              |                          |       |                 |  |
| 18 juni 1922 | VSV Union Wacker Breslau | 3 – 0 | SV Breslau 1911 |  |
| 18 juni 1922 |                          |       |                 |  |

Terug
|              |                 |       |                          |  |
| 25 juni 1922 | SV Breslau 1911 | 1 – 0 | VSV Union Wacker Breslau |  |
| 25 juni 1922 |                 |       |                          |  |

Derde wedstrijd
Omdat beide clubs een wedstrijd gewonnen hadden kwam er een derde wedstrijd, echter eindigde die na verlengingen op een gelijkspel waardoor er een vierde wedstrijd kwam. 
|             |                 |              |                          |  |
| 2 juli 1922 | SV Breslau 1911 | 1 – 1 (n.v.) | VSV Union Wacker Breslau |  |
| 2 juli 1922 |                 |              |                          |  |

Vierde wedstrijd
|              |                 |       |                          |  |
| 16 juli 1922 | SV Breslau 1911 | 1 – 2 | VSV Union Wacker Breslau |  |
| 16 juli 1922 |                 |       |                          |  |